# Gaillères
Gaillères is een gemeente in het Franse departement Landes (regio Nouvelle-Aquitaine) en telt 430 inwoners (1999). De plaats maakt deel uit van het arrondissement Mont-de-Marsan.

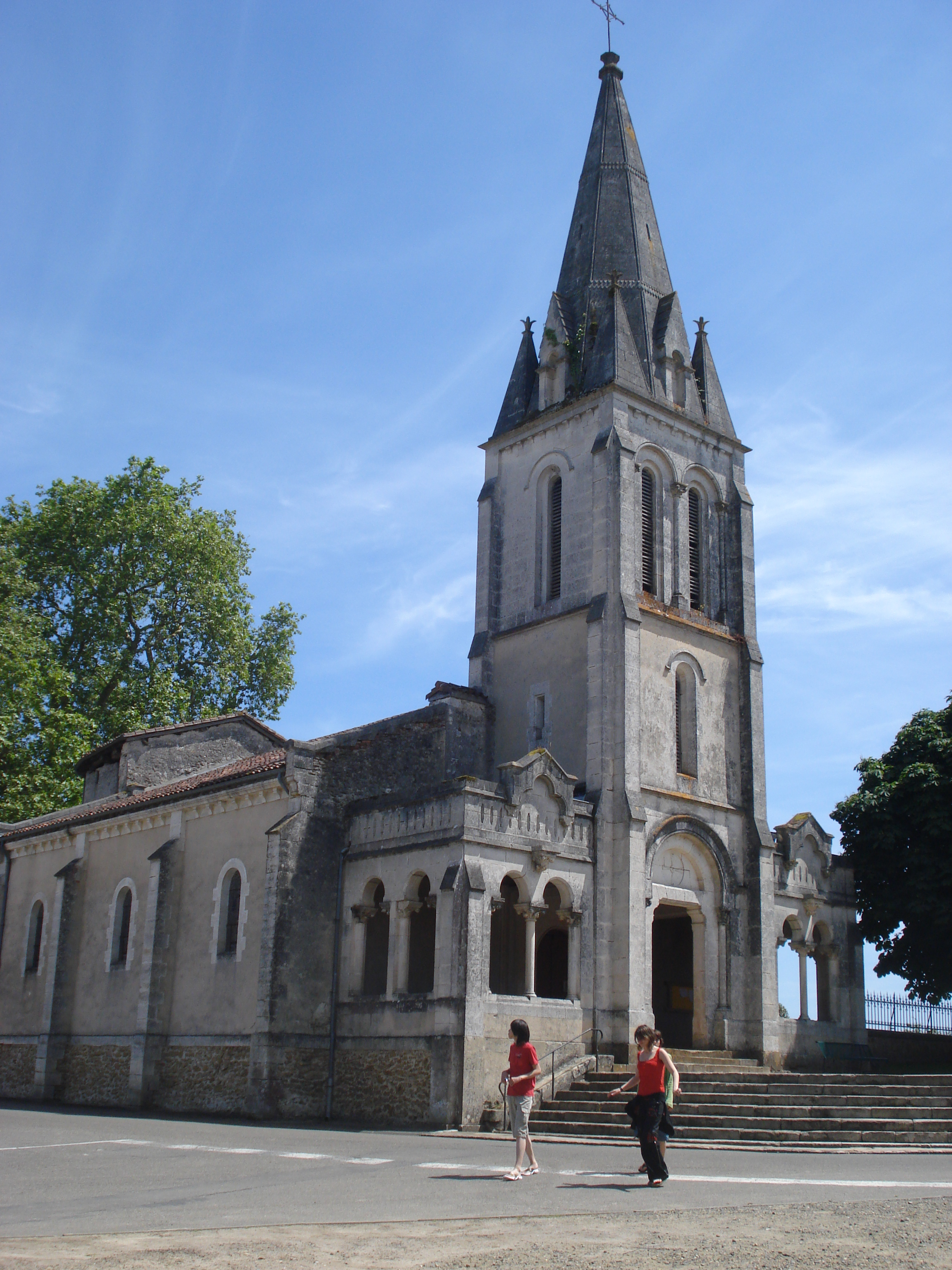
Kerk van Gaillères
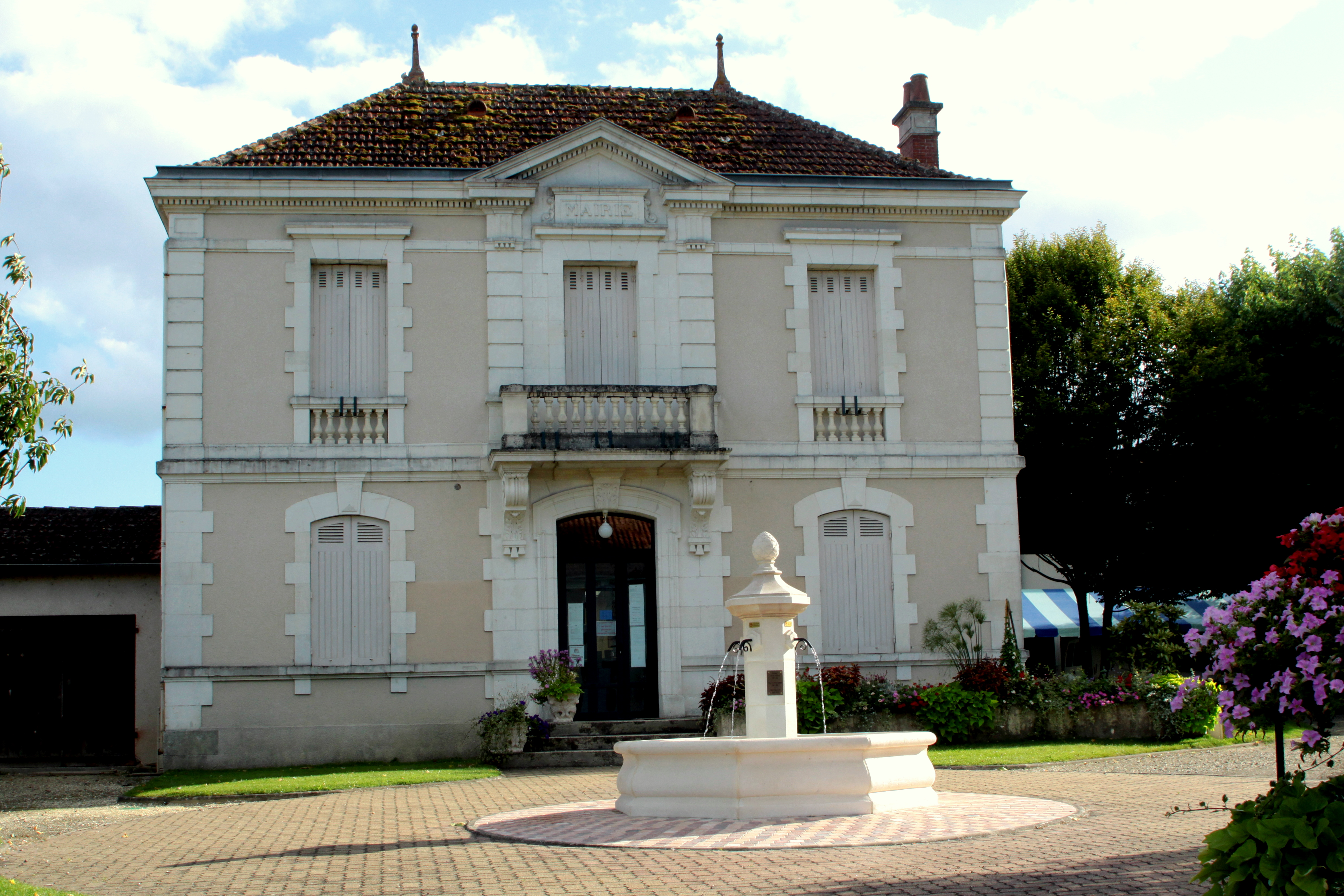
Gemeentehuis

## Geografie
De oppervlakte van Gaillères bedraagt 14,1 km², de bevolkingsdichtheid is 30,5 inwoners per km².
De onderstaande kaart toont de ligging van Gaillères met de belangrijkste infrastructuur en aangrenzende gemeenten.

## Demografie
Onderstaande figuur toont het verloop van het inwonertal (bron: INSEE-tellingen).